# Religioni in Camerun

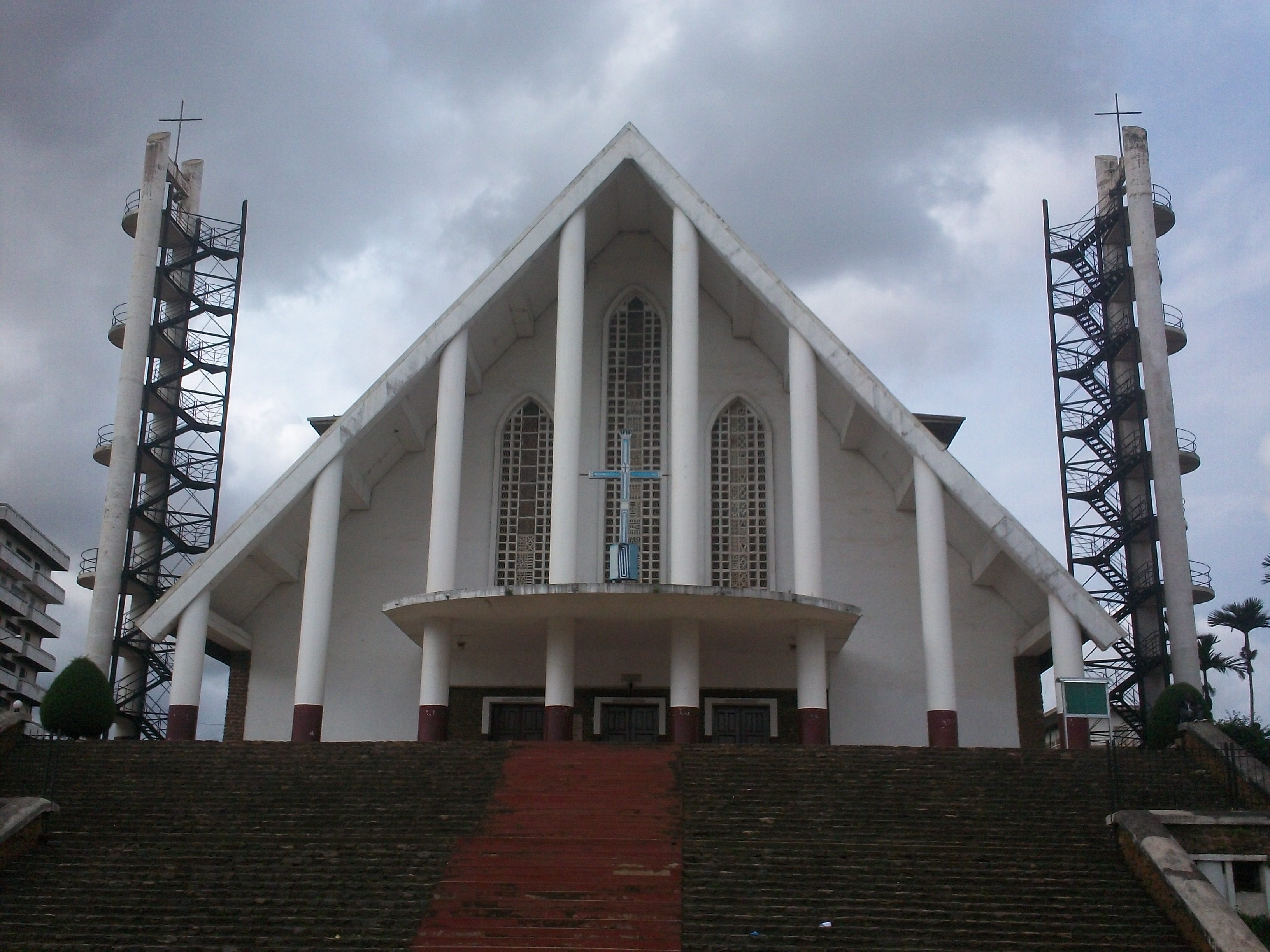
La Cattedrale di Nostra Signora delle Vittorie (Yaoundé).

Le due principali religioni presenti in Camerun sono il cristianesimo e l'islam; le chiese cristiane e i centri musulmani di varie denominazioni operano liberamente in tutto il paese. Secondo un censimento svoltosi nel 2013 all'incirca il 70% dell'intera popolazione è - almeno nominalmente - cristiana, il 20% è di fede islamica, mentre il 6% pratica le credenze indigene tradizionali delle religioni africane e dell'animismo; infine il 4% segue altre fedi.
Gli altri gruppi religiosi che vengono a costituire una minoranza significativa sono l'ebraismo ortodosso, la fede Bahá'í, con l'aggiunta di tutte quelle persone che non si associano ad un particolare movimento religioso.
La popolazione cristiana è suddivisa fra i seguaci del cattolicesimo (38,4% del totale), il protestantesimo (26,3%) ed altre confessioni cristiane.
La stragrande maggioranza dei musulmani seguono il sunnismo ed appartengono alla scuola giuridico-religiosa Maliki (con circa il 12%), gli Ahmadiyya e lo sciismo (3%). Sia i cristiani sia i musulmani si ritrovano in ogni regione del paese, anche se i primi sono concentrati soprattutto nelle province più meridionali e occidentali.
Non viene registrata alcuna significativa migrazione interna; le grandi città hanno popolazioni significative di entrambi i gruppi, con chiese e moschee spesso situate vicine tra loro. Le due province anglofone della regione occidentale in gran parte sono protestanti, tra cui vi è la "becks reformed church"; mentre le province francofone delle regioni meridionali e più ad occidente sono in gran parte cattolici.
Nelle province settentrionali, localmente dominate dal gruppo etnico dei Fulani, vi si trovano insediati per lo più i musulmani, ma la popolazione complessiva è abbastanza mescolata in modo omogeneo tra cristiani, musulmani e animisti, con ognuno di questi gruppi che vive all'interno di proprie comunità; anche il gruppo dei Bamoun della provincia occidentale è in gran parte musulmano.

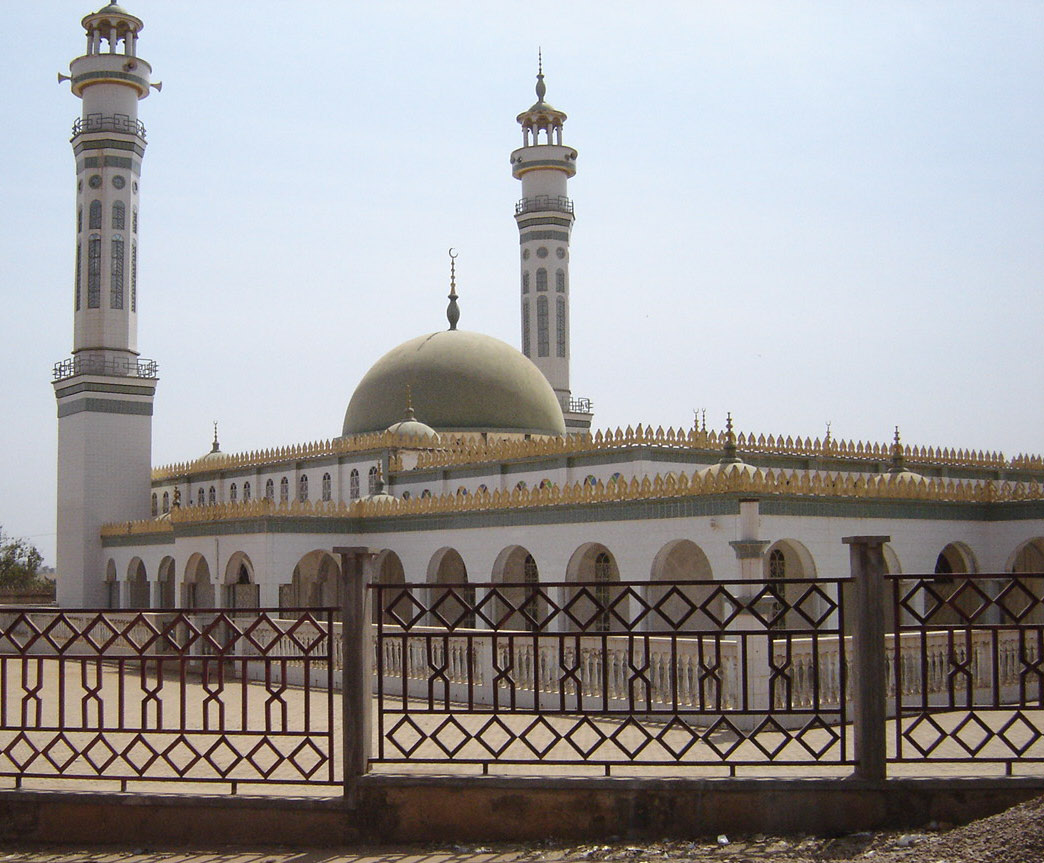
La grande moschea di Ngaoundéré.

Le credenze religiose indigene tradizionali vengono praticate nelle aree maggiormente rurali in tutto il territorio nazionale, ma raramente sono praticate apertamente nelle città, in parte perché molti gruppi religioso indigeni sono intrinsecamente di carattere locale. Gli aderenti alla fede Baha'i sono circa 40.000; nel 2001 l'"Assemblea Spirituale Nazionale Baha'i" è stata registrata ufficialmente per via governativa, ed è questa una delle poche religioni non cristiane né musulmane del paese.
Vi è inoltre in Camerun anche una piccola popolazione di ebrei, che hanno stabilito costanti e stretti legami con la più ampia comunità ebraica mondiale; a tutt'oggi una cinquantina di persone praticano una qualche forma di ebraismo nel paese. L'induismo è invece la fede praticata da alcuni migranti provenienti dall'Asia meridionale.
La costituzione prevede la libertà di religione in Camerun, ed il governo rispetta generalmente questo diritto nei fatti. Il paese è generalmente caratterizzato da un alto grado di tolleranza religiosa.